# クォーク・ハドロン相転移
クォーク・ハドロン相転移（クォーク・ハドロンそうてんい、英: quark-hadron phase transition）は生まれたての宇宙において超高温かつ高密度のためクォークなどの素粒子が自由に飛び交っていた状態から、宇宙の温度が約1兆℃にまで下がり自由に飛び交っていたクォークが結合し、陽子、中性子、中間子などのハドロンになった状態をいう。
クォーク・ハドロン相転移以後の宇宙ではクォークは単独で存在できないといわれている。クォークの閉じ込め参照。